# Lípa Na Příčnici
Lípa Na Příčnici, je solitérní významný strom - památná lípa malolistá (Tilia cordata Mill.) ve Vratimově v okrese Ostrava-město. Geograficky se také nachází v nížině Ostravská pánev v Moravskoslezském kraji v Horním Slezsku.

## Historie a popis stromu
Lípa Na Příčnici se nachází na zahradě za plotem na soukromém pozemku a není veřejně přístupná. Podle údajů z roku 2006:
| Výška stromu:                                 | 22,0 m                                    |
| Obvod kmene ve výčetní výšce:                 | 2,80 m                                    |
| Ochranné pásmo:                               | dle zákona, vyhlášené kruh o poloměru 8 m |
| Datum zařazení do databáze významných stromů: | 27. června 2006                           |